# محمدباقر نیو
محمد باقر نیو (به انگلیسی: Muhammad Bagher Niv) (زاده ۱۲۸۸ در تهران - ۱۳۸۰ کِلارآباد)، اولین دانش آموخته مهندسی ایران و اولین رئیس ایرانی ضرابخانهٔ خزانهٔ دولتی پس از راه اندازندی آن، همچنین بنیان‌گذار صنعت کاشی و سفال، وارد کننده  صنعت نساجی مدرن، و در نهایت مروّج و بانی کشاورزی و چایکاری مدرن در کشور است.

## تحصیلات
در ابتدا پدرش، حاج شیخ احمد، شرایط و امکانات مکتب را برای فرزندانش فراهم و با تعلیمات خود و دیگر معلمان راه را برای ادامه تحصیل آنان هموار نمود. در دوره تحصیلات دولتی و در کلاس هشتم بود که به نبوغ و تواناییش در درک و حل مسائل ریاضی پی برده شد و بعد از فارغ التحصیلی از مدرسه، بعنوان کاندیدای مناسبی برای دوره آغازین فعالیتِ مدرسهٔ صنعتی دولتی (نام پیشین دانشگاه علم و صنعت ایران) در سال ۱۳۰۸ معرفی و زیر نظر اساتیدِ کشور آلمان که برای تشکیل سیستم آموزش عالی کشور در این پروژه انجام نقش می کردند پرورش یافت. در سال ۱۳۱۱ به عنوان اولین دانش‌آموختهٔ آموزش عالی مهندسی کشور، در رشتهٔ مهندسی ماشین (برق و مکانیک)، موفق به دریافت دانشنامهٔ مهندسی گردید. وی پس از آن برای طی دوره های عالی تر علمی و تخصصی به آلمان رفت.

## فعالیت های کاری
محمد باقر نیو، در طول سال‌ها تلاش و خدمات علمی نه تنها مسئول راه‌اندازی ضرابخانهٔ ایران و رئیس فنی کارخانه‌های متعلق به وزارت دارایی بود، بلکه اولین کسی بود که توانست پس از طی کردن مقدمات و دوره‌های تعمیر کاری در اروپا، فن تعمیرات مکانیکی صنایع مختلف را وارد کشور کرده، راه را برای تربیت شاگردان و تکنسین‌های ماهر بسیاری هموار نماید.
نیو کارش را از ضرابخانهٔ تهران قدیم شروع کرد و چنان در کارش جدی و سخت کوش بود که به سرعت مسئولیت راه‌اندازی بخشی از صنایع کشور را بر عهده گرفت. او در حقیقت اولین تحصیلکردهٔ ایرانی است که توان وارد کردن علوم و فنون جدید مهندسی به داخل کشور را در خود تقویت کرد و پس از آنکه مسئولان وقت دولت به حسن نیت و توان مهندسی او یقین حاصل کردند، وظایف دیگری به او محول کردند و پس از مدتی نیو مسئولیت راه‌اندازی صنایع نساجی و انتقال تکنولوژی آجر سفال به داخل را تقبل کرد و در این راه نیز خوش درخشید. وی بدان اندازه در صنعت نساجی پیش رفت که عضو بین‌المللی نساجان جهان شناخته شد و بسیاری از کارخانه‌ها چون میهن بافت اصفهان توسط او بازسازی و به سوددهی منجر شدند.
پدر مهندسی ماشین پس از تفویض ریاست ضرابخانهٔ خزانهٔ دولتی، متعاقباً به عنوان مشاور در وزارت صنایع خدمت کرد و در راه‌اندازی صنایع نساجی و انتقال تکنولوژی آجر سفال نقش اساسی داشته‌است. پس از اینکه نیو با سمت کارشناس و مشاور به خدمت سازمان برنامه و بودجه درآمد، به عنوان مدیر کل کارخانهٔ چای شمال در ضمن بازرسی با صنعت چای‌کاری آشنا شد و با ارائهٔ طرح تشکیل شرکت چای ایران، خود از طرف سازمان، مامور تشکیل شرکت چای ایران شد. علاقهٔ وافر وی به این صنعت موجب شد تا پس از بازنشستگی فعالیت های تحقیقاتی خود را در زمینه کشاورزی و مخصوصا چایکاری ادامه دهد.
وی پس از دو دهه فعالیت در این حوزه توانست از متخصصین کشاورزی و تکنسین های چای ژاپنی دعوت نماید تا از کارخانه چای شمال و همینطور باغ چای شخصی خود که دومین مزرعهٔ بزرگ چای در شمال کشور بود و بخش اعظم برگ سبز ورودی به این کارخانه را فراهم می آورد، بازدید نمایند. ژاپن کشوریست که از قرن نهم میلادی، توسط مبلغین بودیست، با چای آشنا گردیده بود و پس از چندی، به صلاحدید امپراطوری زمان، اقدام به کشت وسیع این محصول و بومی سازی آن نموده و موفقیتی بسیار در کاشت چای در در سطح جهانی دارد. در این بازدید اعضای هیأت ژاپنی در مواجهه با فعالیت های چایکاری ایران تحت تاثیر قرار گرفته، تبادلات اطلاعاتی و تکنولوژیکی و ماشینی بیشتری شکل گرفت و توانست "صنعت چای را از حضیض مذلت به اوج قدرت رسانده و در سطح بین المللی معرفی نماید".
نیو طی مراسم ویژه‌ای که در سال ۱۳۷۸ به مناسبت هفتادمین سالگرد تاسیس دانشگاه علم و صنعت برگزار شد به عنوان اولین مرد دانش‌آموختهٔ مهندسی ایران معرفی شد و مورد قدردانی قرار گرفت و از کتابخانه این دانشگاه به نام ایشان پرده برداری شد. وی چندی بعد لوح تقدیری را به پاس اقدامات مؤثر و صادقانه به کشور در طول زندگی پربارش از دستان رئیس‌جمهور وقت دریافت نمود.
محمد باقر نیو در سحرگاه یازدهم فروردین ۱۳۸۰ در سن ۹۳ سالگی در شهر کلارآباد و در منزل شخصی اش درگذشت. آرامگاه او در مزارِ امامزاده عبدالوافی، نزدیک به بخشی از مراتع چایِ کلارآبادِ بالا، واقع شد است. 